# Élections législatives de 1978 à La Réunion
Les élections législatives françaises de 1978 se déroulent le 12 mars. Dans le département de La Réunion, trois députés sont à élire dans le cadre de trois circonscriptions.

## Élus
| Circonscription | Député sortant | Parti | Parti         | Député élu ou réélu | Parti | Parti         |
| --------------- | -------------- | ----- | ------------- | ------------------- | ----- | ------------- |
| 1re             | Michel Debré   |       | RPR           | Michel Debré        |       | RPR           |
| 2e              | Jean Fontaine  |       | Divers droite | Jean Fontaine       |       | Divers droite |
| 3e              | Marcel Cerneau |       | CDS           | Pierre Lagourgue    |       | UDF (PR)      |

## Résultats

### Résultats à l'échelle du département
|                | Union pour la démocratie française | 51 838  | 33,39  | 2 |  |  |
|                | Rassemblement pour la République   | 34 680  | 22,34  | 1 |  |  |
|                | Divers droite                      | 6 936   | 4,47   | 0 |  |  |
|                | Majorité présidentielle            | 93 454  | 60,20  | 3 |  |  |
|                |                                    |         |        |   |  |  |
|                | Parti communiste réunionnais       | 50 993  | 32,85  | 0 |  |  |
|                | Parti socialiste                   | 10 036  | 6,46   | 0 |  |  |
|                | Union de la gauche                 | 61 029  | 39,31  | 0 |  |  |
|                |                                    |         |        |   |  |  |
|                | Extrême gauche                     | 753     | 0,49   | 0 |  |  |
|                |                                    |         |        |   |  |  |
| Inscrits       | Inscrits                           | 230 041 | 100,00 | 3 |  |  |
| Abstentions    |                                    |         |        |   |  |  |
| Votants        |                                    |         |        |   |  |  |
| Blancs et nuls |                                    |         |        |   |  |  |
| Exprimés       | Exprimés                           | 155 236 |        |   |  |  |

### Résultats par circonscription

#### Première circonscription (Saint-Denis)
|                | Michel Debré sortant réélu | RPR      | 34 680 | 63,27  |  |  |  |
|                | Bruny Payet                | PCR      | 14 326 | 26,13  |  |  |  |
|                | Wilfrid Bertile            | PS       | 5 810  | 10,60  |  |  |  |
|                |                            |          |        |        |  |  |  |
| Inscrits       | Inscrits                   | Inscrits | 86 242 | 100,00 |  |  |  |
| Abstentions    |                            |          |        |        |  |  |  |
| Votants        |                            |          |        |        |  |  |  |
| Blancs et nuls |                            |          |        |        |  |  |  |
| Exprimés       | Exprimés                   | Exprimés | 54 816 |        |  |  |  |

#### Deuxième circonscription (Saint-Paul)
|                | Jean Fontaine sortant réélu | UDF (CDS)      | 29 405 | 54,91  |  |  |  |
|                | Paul Vergès                 | PCR            | 24 293 | 45,37  |  |  |  |
|                | Jean-Baptiste Fontaine      | Divers droite  | 2 439  | 4,17   |  |  |  |
|                | Albert Ramassamy            | PS             | 1 657  | 3,09   |  |  |  |
|                | Jean-Baptiste Bonama        | Extrême gauche | 753    | 1,41   |  |  |  |
|                |                             |                |        |        |  |  |  |
| Inscrits       | Inscrits                    | Inscrits       | 81 600 | 100,00 |  |  |  |
| Abstentions    |                             |                |        |        |  |  |  |
| Votants        |                             |                |        |        |  |  |  |
| Blancs et nuls |                             |                |        |        |  |  |  |
| Exprimés       | Exprimés                    | Exprimés       | 58 547 |        |  |  |  |

#### Troisième circonscription (Saint-Pierre)
|                | Pierre Lagourgue élu   | UDF (PR)      | 22 433 | 53,57  |  |  |  |
|                | Élie Hoarau            | PCR           | 12 374 | 29,55  |  |  |  |
|                | Marcel Cerneau sortant | Divers droite | 4 497  | 10,74  |  |  |  |
|                | Jean-Claude Fruteau    | PS            | 2 569  | 6,14   |  |  |  |
|                |                        |               |        |        |  |  |  |
| Inscrits       | Inscrits               | Inscrits      | 62 199 | 100,00 |  |  |  |
| Abstentions    |                        |               |        |        |  |  |  |
| Votants        |                        |               |        |        |  |  |  |
| Blancs et nuls |                        |               |        |        |  |  |  |
| Exprimés       | Exprimés               | Exprimés      | 41 873 |        |  |  |  |